# Marco Antonio Araujo
Marco Antonio Araujo (Belo Horizonte, 28 agosto 1949 – Belo Horizonte, 6 gennaio 1986) è stato un musicista brasiliano.

## Discografia
- 1981 – Influências
- 1982 – Quando a sorte te solta um cisne na noite
- 1983 – Entre um silêncio e Outro
- 1984 – Lucas
- 1985 – Animal Racional (coletânea)